# 98 Degrees
I 98 Degrees (o 98°) sono stati un gruppo musicale statunitense, formatasi a Los Angeles e nominata ai Grammy Award. Il gruppo è formato da quattro cantanti: i fratelli Nick e Drew Lachey, Justin Jeffre, e Jeff Timmons. Il gruppo è stato formato da Jeff Timmons a Los Angeles, ed inizialmente si chiamava Just Us.

## Carriera
A differenza di quanto accade normalmente con le boyband, il gruppo non nasce come progetto di una casa discografica o di un produttore, ma si forma autonomamente e solo in seguito riesce ad ottenere un contratto con un'etichetta discografica, la Motown che nel 1997 pubblica il loro primo album 98 Degrees ed il loro primo singolo Invisible Man. Entrambi i lavori furono entrambi certificati disco d'oro. Il successo permise al gruppo di essere scelti per cantare il tema del film Mulan True To Your Heart in duetto con Stevie Wonder. Grazie all'accresciuta popolarità, il loro secondo album 98 Degrees and Rising del 1998 fu certificato quattro volte disco di platino.
Dopo aver firmato un nuovo contratto con la Universal Records, i 98 Degrees ebbero due singoli consecutivi (Because of You e The hardest Thing) al terzo ed al quinto posto della Billboard Hot 100. Nel natale 1999 ottengono il loro primo numero uno con Thank God I Found You, cantato con Mariah Carey. Nel 2002, quando viene pubblicato il greatest hits The Collection, i 98 Degrees hanno venduto oltre dieci milioni di copie in soli cinque anni di attività.
Ciò nonostante la boy band decide di prendersi un periodo di pausa, affinché i membri del gruppo possano tentare una carriera da solisti. Durante questo periodo, Nick Lachey sposerà la cantante Jessica Simpson e pubblicherà due album da solista, SoulO e What's Left of Me; Drew Lachey vincerà la seconda edizione statunitense della trasmissione Ballando con le stelle; Jeff Timmons pubblicherà un album da solista, Whisper That Way mentre Justin Jeffe concorrerà per la carica di sindaco di Cincinnati.
Il gruppo si riunirà soltanto nel 2004, per esibirsi in uno speciale televisivo, Nick & Jessica's Family Christmas, e nel 2005 per supportare la candidatura di Justin Jeffre a sindaco di Cincinnati.

## Discografia

### Album
- 1997: 98 Degrees
- 1998: 98 Degrees and Rising
- 1999: This Christmas
- 2000: Revelation
- 2002: The Collection
- 2013: 2.0
- 2017: Let it snow

### Singoli
| Anno | Titolo                                       | Posizione in classifica | Posizione in classifica | Posizione in classifica | Posizione in classifica | Posizione in classifica | Posizione in classifica | Album                 |
| Anno | Titolo                                       | US Hot 100              | US AC                   | US Hot AC               | Top 40 Mainstream       | Rhytmic Top 40          | UK                      | Album                 |
| ---- | -------------------------------------------- | ----------------------- | ----------------------- | ----------------------- | ----------------------- | ----------------------- | ----------------------- | --------------------- |
| 1997 | Invisible Man                                | 12                      | 13                      | -                       | 6                       | 4                       | 53                      | 98 Degrees            |
| 1998 | Was It Something I Didn't Say                | -                       | -                       | -                       | -                       | -                       | -                       | 98 Degrees            |
| 1998 | Because of You                               | 3                       | -                       | -                       | 7                       | 19                      | 38                      | 98 Degrees and Rising |
| 1999 | True to Your Heart                           | -                       | -                       | -                       | -                       | -                       | 51                      | 98 Degrees and Rising |
| 1999 | The Hardest Thing                            | 5                       | 2                       | 16                      | 3                       | 5                       | 29                      | 98 Degrees and Rising |
| 1999 | I Do (Cherish You)                           | 13                      | 2                       | 18                      | 3                       | -                       | -                       | 98 Degrees and Rising |
| 1999 | This Gift                                    | 20                      | 6                       | -                       | -                       | -                       | -                       | This Christmas        |
| 2000 | Thank God I Found You con Mariah Carey & Joe | 1                       | -                       | -                       | 14                      | 4                       | 10                      | The Collection        |
| 2000 | Give Me Just One Night (Una Noche)           | 2                       | -                       | 19                      | 4                       | 9                       | 62                      | Revelation            |
| 2000 | My Everything                                | 17                      | 6                       | -                       | 6                       | 11                      | -                       | Revelation            |
| 2001 | The Way You Want Me To                       | -                       | -                       | -                       | -                       | -                       | -                       | Revelation            |
| 2002 | Why (Are We Still Friends)                   | -                       | -                       | -                       | -                       | -                       | -                       | The Collection        |